# Hydrolyse

Hydrolyse van een amide tot een carbonzuur en een amine

Hydrolyse is de splitsing van een chemische binding onder opname van een molecuul water. 
Bijvoorbeeld de stof ethylacetaat waarvan de ester-binding, door de reactie met een watermolecuul, wordt verbroken. Hierdoor wordt ethylacetaat gesplitst in een azijnzuur en ethanol.
{\displaystyle {\ce {R^1CO2R^2 + H2O <=> R^1CO2H + R^2OH}}}
Hydrolyse kan worden gezien als het omgekeerde van een condensatiereactie, met afsplitsing van water.

## Biochemie
In organismen is hydrolyse een onderdeel van de spijsvertering en van katabolisme in de cellen. Hydrolyse zorgt voor depolymerisatie: het splitsen van biopolymeren in kleinere biomoleculen (monomeren). Biologische hydrolyse wordt, zowel in het spijsverteringskanaal als in de cellen, op gang geholpen dankzij de werking van specifieke enzymen, hydrolasen geheten, waarvan er in het menselijk lichaam meer dan 400 verschillende soorten voorkomen, bijvoorbeeld amylase in speeksel, dat zetmeel afbreekt.

## Voedingsindustrie
In de voedingsindustrie wordt hydrolyse toegepast bij de productie van gehydrolyseerde eiwitten. Ook glucosestroop wordt op industriële schaal gewonnen door zetmeel te hydrolyseren met behulp van het synthetisch geproduceerde enzym amylase.

## Typen hydrolyse-reacties
Er zijn verschillende typen hydrolyse-reacties:
- Hydrolyse van een ester levert een (organisch of anorganisch) zuur en een alcohol of sacharide.
- Hydrolyse van een amide levert een carbonzuur en een amine op.
- Hydrolyse van di- en polysachariden geeft uiteindelijk monosachariden, zoals glucose en fructose.
- Hydrolyse van vetten levert glycerol en vetzuren.
- Hydrolyse van de peptidebinding in eiwitten breekt de eiwitten af tot kleinere polypeptiden en uiteindelijk tot aminozuren.
- Hydrolyse van collageen levert gelatine op.

## Nota bene
Hydrolyse moet niet verward worden met hydratatie. Bij hydratatie blijft de verbinding intact en worden de moleculen omgeven door watermoleculen. Bij hydrolyse ontstaan twee nieuwe moleculen, namelijk de twee gesplitste moleculen waaruit de verbinding bestond, onder opname van één molecuul water.